# Вайтленд (Індіана)
Вайтленд (англ. Whiteland) — місто (англ. town) в США, в окрузі Джонсон штату Індіана. Населення — 4599 осіб (2020).

## Географія
Вайтленд розташований за координатами 39°33′2″ пн. ш. 86°4′57″ зх. д. / 39.55056° пн. ш. 86.08250° зх. д. (39.550567, -86.082536).  За даними Бюро перепису населення США в 2010 році місто мало площу 8,34 км², уся площа — суходіл. В 2017 році площа становила 11,92 км², з яких 11,88 км² — суходіл та 0,04 км² — водойми.

## Демографія
Згідно з переписом 2010 року, у місті мешкало 4169 осіб у 1468 домогосподарствах у складі 1163 родин. Густота населення становила 500 осіб/км².  Було 1558 помешкань (187/км²).
Расовий склад населення:
| - 97,0 % — білих - 0,7 % — азіатів - 0,4 % — чорних або афроамериканців - 0,2 % — корінних американців - 0,1 % — вихідців з тихоокеанських островів |

До двох чи більше рас належало 1,1 %. Частка іспаномовних становила 1,8 % від усіх жителів.
За віковим діапазоном населення розподілялося таким чином: 27,6 % — особи молодші 18 років, 63,9 % — особи у віці 18—64 років, 8,5 % — особи у віці 65 років та старші. Медіана віку мешканця становила 37,3 року. На 100 осіб жіночої статі у місті припадало 96,4 чоловіків;  на 100 жінок у віці від 18 років та старших — 95,8 чоловіків також старших 18 років.
Середній дохід на одне домашнє господарство  становив 77 685 доларів США (медіана — 67 679), а середній дохід на одну сім'ю — 80 059 доларів (медіана — 73 775). За межею бідності перебувало 4,3 % осіб, у тому числі 3,8 % дітей у віці до 18 років та 11,6 % осіб у віці 65 років та старших.
Цивільне працевлаштоване населення становило 2601 осіб. Основні галузі зайнятості: освіта, охорона здоров'я та соціальна допомога — 23,3 %, виробництво — 14,4 %, мистецтво, розваги та відпочинок — 11,6 %, роздрібна торгівля — 10,7 %.